# السحراء (مكيراس)

تعديل مصدري - تعديل

السحراء هي إحدى قرى عزلة مكيراس بمديرية مكيراس التابعة لمحافظة البيضاء، بلغ تعداد سكانها 32 نسمة حسب تعداد اليمن لعام 2004.